# Argentina en los Juegos Olímpicos de Amberes 1920
La participación de Argentina en los Juegos Olímpicos de Amberes 1920 fue la tercera y última vez que no representó al Comité Olímpico Argentino. En esta ocasión, y al igual que en los Juegos Olímpicos anteriores (de 1900 y 1908), la representación argentina estuvo compuesta por un único atleta, el boxeador Ángel Rodríguez, quien compitió en boxeo dentro de la categoría peso pluma siendo vencido en la primera ronda por descalificación en el tercer asalto, cuando enfrentaba al noruego Arthur Olsen.

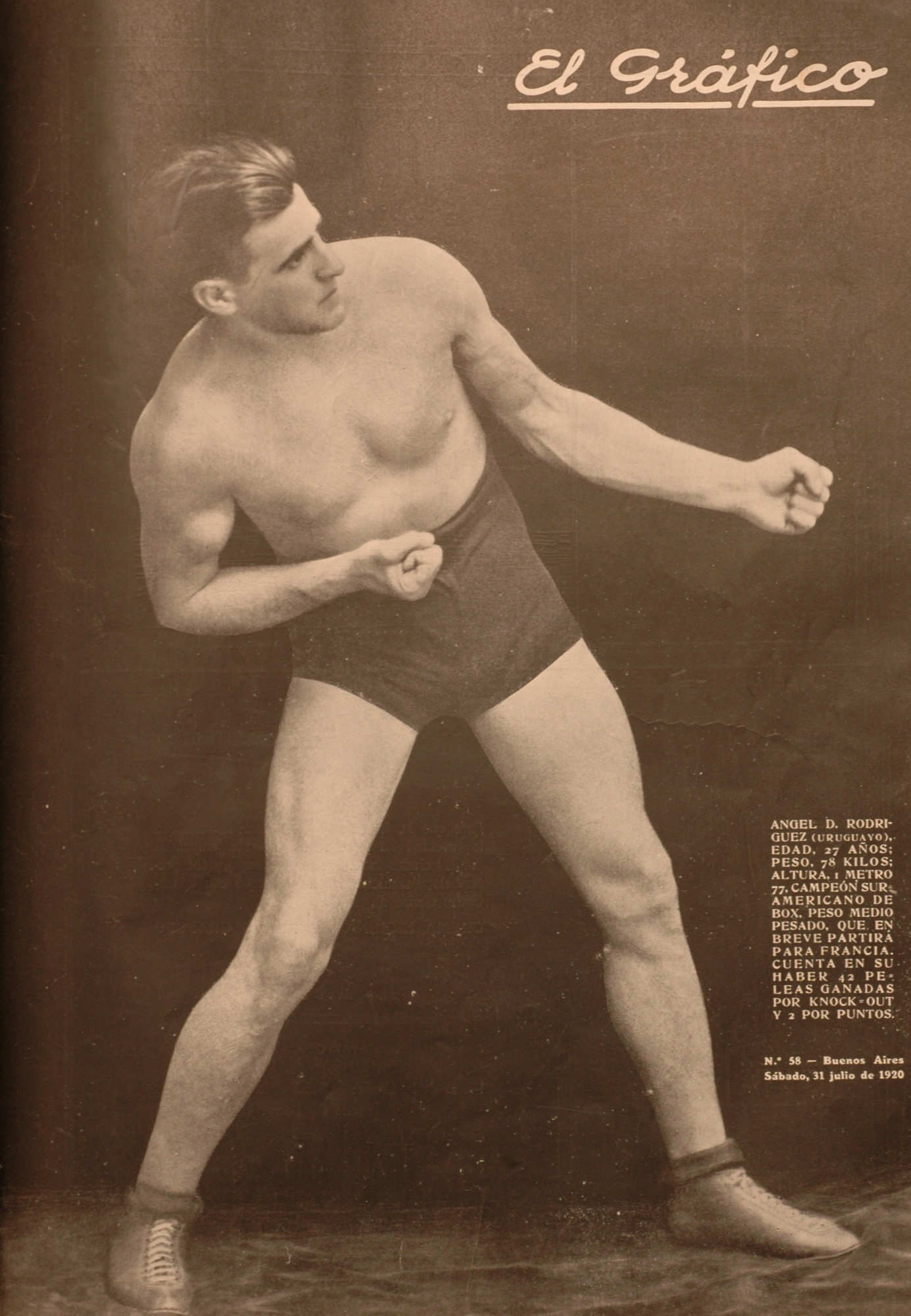
Publicación de la revista Gráfico en 1920. En la portada aparece Ángel Rodríguez.